# Dreieck Nuthetal
Dreieck Nuthetal is een knooppunt in de Duitse deelstaat Brandenburg.
Op dit knooppunt sluit de A115 vanuit Berlijn aan op de A10, de Berliner Ring.

## Geografie
Het knooppunt ligt in de gemeenten Michendorf en Nuthetal in het Landkreis Potsdam-Mittelmark.
Nabijgelegen wijken zijn Saarmund van Nothetal, Wildenbruch en Langerwisch van Michendurf.
Het knooppunt ligt ongeveer 30 km ten zuidwesten van het centrum van Berlijn, ongeveer 10 km ten zuiden van Potsdam en ongeveer 120 km ten noordoosten van Leipzig.

## Configuratie
Knooppunt
Het is een half-sterknooppunt.
Rijstrook
Nabij het knooppunt hebben beide snelwegen 2x3 rijstroken. De A115 is  vanuit het westen de primaire route naar Berlijn. Opvallend is dat de verbindingswegen  Hannover<>Berlijn 3 rijstroken hebben, dit komt niet zo vaak voor. De verbindingswegen naar Frankfurt (Oder) vice-versa hebben 2x2 rijstroken.
Trivia
Het knooppunt ligt niet ver van de Naturparkgebieden Nuthe-Nieplitz en Dahme-Heideseen.
Het knooppunt vormt een belangrijke schakel in het Duitse wegennet. Het knooppunt verbindt namelijk het verkeer vanuit zowel München, Hannover en met de Metropoolregio Rijn-Ruhr met de A100 de stadsring van Berlijn.

## Verkeersintensiteiten
Dagelijks passeren ongeveer 100.000 voertuigen het knooppunt.
| Van                         | Naar                 | Gemiddeld aantal voertuigen per dag | Percentage vrachtverkeer |
| --------------------------- | -------------------- | ----------------------------------- | ------------------------ |
| AS Ludwigsfelde-West (A 10) | AD Nuthetal          | 52.500                              | 25,7 %                   |
| AD Nuthetal                 | AS Michendorf (A 10) | 89.200                              | 22,6 %                   |
| AS Saarmund                 | AD Nuthetal (A 115)  | 54.800                              | 07,6 %                   |

## Richtingen knooppunt
| Aansluitende wegen                      | Aansluitende wegen                                                                         | Aansluitende wegen | Aansluitende wegen | Aansluitende wegen                                                            |
| --------------------------------------- | ------------------------------------------------------------------------------------------ | ------------------ | ------------------ | ----------------------------------------------------------------------------- |
|                                         |                                                                                            |                    |                    | richting Berlijn-Centrum (Zoo) / -Zehlendorf Luchthaven Tegel Potsdam-Centrum |
|                                         |                                                                                            |                    |                    |                                                                               |
| richting Leipzig Maagdenburg / Hannover | richting Berlijn-Centrum (Alexanderplatz) Luchthaven Schönefeld Frankfurt (Oder) / Dresden |                    |                    |                                                                               |
|                                         |                                                                                            |                    |                    |                                                                               |
|                                         |                                                                                            |                    |                    |                                                                               |

## Weblinks
- Landesbetrieb Straßenwesen Brandenburg: Wir bauen für Sie: A 10  – AD Nuthetal
- Arbeitsgemeinschaft Autobahngeschichte: Geschichte des Dreiecks Nuthetal[dode link]
- Baustellendokumentation Fotos und Videos: Umbau begleitende Luftbilddokumentation[dode link]